# 蒲州站
蒲州站位于山西省永济市蒲州镇，是同蒲铁路上的铁路车站。车站是中国铁路太原局集团侯马车务段管辖的四等站，办理专用线货物到发。目前车站设有3条到发线（含正线）、2条其他线:170，站房位于线路北侧。

## 历史
车站随南同蒲铁路建于1931年，1935年建成通车，原名永济站。1945年车站运输因国共内战瘫痪，线路和站房被毁。1950年由苏联援华专家重建站房。
1956年线路由米轨拨宽至标准轨铁路。1957年，本站于更名蒲州站，赵伊站更名永济站。之前永济县城已于1947年迁至赵伊。
1967年修建86712专用线:86,258:170。
2021年，老站房进行修复工程，内部被改造为同蒲铁路文化教育基地。

## 站房
蒲州站站房建于1950年，坐北朝南，东西长26.4米、南北进深10.15米，总建筑面积约260.6平方米。站房基座由水磨石砌筑而成，外墙为米黄色砖墙，开有细高格扇窗；屋顶由两个悬山顶相交而成，铺设长条红瓦，为苏式风格。站房内部分为候车厅与办公用房，屋内净高约5.25米。
原站房南北侧墙面刻有镂空阳文魏碑体“永济站”站名。1957年车站改名时，仅将南墙的“永济”二字抹平后以黑漆写上“蒲州”二字，而未对“站”字改动；而北站房的“永济”则被凿除，仅留有“站”字。后修复时将北墙站名修复为“永济站”，南墙则保留“蒲州站”。
蒲州站站房于2010年被列入永济市文物保护单位，目前被用作同蒲铁路文化教育基地。